# Уз (Сасекс)
Уз (енгл. River Ouse) је река на југу Енглеске у Уједињеном Краљевству. Протиче кроз историјску област Сасекс, односно кроз грофовије Источни и Западни Сасекс. Име реке потиче од келтске речи за воду.
Река извире у селу Лоуер Бидинг у Западном Сасексу, а улива се у Ламанш код града Њухејвен у Источном Сасексу. Дуга је око 68 km.
Енглеска књижевница Вирџинија Вулф извршила је самоубиство 28. марта 1941. ушетавши у реку код места Родмел, са џеповима испуњеним камењем. Њено тело је пронађено 18. априла 1941.